# Nicolás Leiva (futbolista)
Nicolás Andrés Leiva Contreras (Santiago de Chile, 16 de febrero de 1991) es un exfutbolista chileno.

## Carrera

### Cobreloa
Participó en las diversas divisiones inferiores con Cobreloa. En el 2007 fue promovido al primer equipo. En el 2008 continuó en el primer equipo, turnándose además como jugador en la división sub-18 del equipo. Realizó su debut como futbolista profesional contra Huachipato, válido por el torneo de Clausura de dicho año. Su primer partido como titular fue contra Colo-Colo, con un resultado final de 4-3 a favor de Cobreloa. En el mismo año tuvo la posibilidad de participar en la Copa Chile, en contra del conjunto de Deportes Tocopilla junto a otros integrantes de las divisiones inferiores de Cobreloa.

## Clubes
| Club     | País  | Año       |
| -------- | ----- | --------- |
| Cobreloa | Chile | 2008-2012 |